# Обри, Жозеф Эмманюэль
Жозеф Эмманюэль Обри (фр. Joseph Emmanuel Aubry; 1772—1812) — французский военный деятель, полковник (1809 год), барон (1811 год), участник революционных и наполеоновских войн.

## Биография
Родился в семье администратора и адвоката Жан-Пьера Обри (фр. Jean-Pierre Aubry; 1738—1801) и его супруги Марии Балан (фр. Marie-Barbe Baland; 1739—1819). 31 августа 1791 года в возрасте 19 лет поступил на военную службу капралом гренадерской роты 4-го батальона волонтёров департамента Вогезы. 12 января 1792 года произведён в младшие лейтенанты с назначением в 10-й полк линейной пехоты Альпийской армии. В 1793 году 1-й батальон его полка влился в состав 19-й пехотной полубригады. В том же году участвовал в осаде Тулона. В 1794 году определён в Итальянскую армию. 25 октября 1795 года произведён в капитаны, и возглавил роту в 19-й полубригаде. 10 апреля 1796 года 19-й полубригада в ходе амальгамы стала частью 69-й полубригады линейной пехоты. Участвовал в Итальянской кампании Бонапарта. В 1798 году присоединился к Восточной армии и принял участие в Египетской экспедиции. 2 июля 1798 года ранен пулей в голову при штурме фортов Александрии. 8 мая 1799 года командовал ротой разведчиков, которая проникла в крепость Акра при штурме. После поражения Франции вернулся на родину.
25 февраля 1804 года получил звание командира батальона, и продолжил службу в 12-м полку лёгкой пехоты. Участвовал в Польской кампании 1807 года. Был при осаде Данцига. 3 июня 1807 года стал майором и командовал сводным полком вольтижёр и гренадер в дивизии Удино. 10 июня 1807 года при Гейльсберге получил сквозное пулевое ранение в правую ногу. 10 ноября 1807 года определён в 19-й полк линейной пехоты, чтобы принять командование им в отсутствие полковника. Участвовал в Австрийской кампании 1809 года в составе дивизии Дюпа, которая входила в 9-й корпус маршала Бернадота Армии Германии. 13 апреля 1809 года получил звание полковника и стал официально командиром 19-го полка. В сражении при Ваграме ранен пулями в живот 5 июля и левое плечо 6 июля, а также потерял лошадь, убитую под ним. С 1810 года служил в Булонском военном лагере. В мае 1811 года женился на Терезе Вуйяр (фр. Thérèse Alexandrine Vouillard; 1789—). Участвовал в Русской кампании 1812 года в составе 3-й бригады генерала Мезона 6-й пехотной дивизии генерала Леграна 2-го корпуса маршала Удино Великой Армии. В сражении при Полоцке 18 августа 1812 года убит пулей в сердце в возрасте 40 лет, и был похоронен в Полоцком иезуитском монастыре.

## Воинские звания
- Капрал (31 августа 1791 года);
- Младший лейтенант (12 января 1792 года);
- Капитан (25 октября 1795 года);
- Командир батальона (25 февраля 1804 года);
- Майор (3 июня 1807 года);
- Полковник (13 апреля 1809 года).

## Титулы

Герб барона

- Барон Обри и Империи (фр. baron Aubry et de l'Empire; декрет от 15 августа 1809 года, патент подтверждён 4 января 1811 года в Париже)[2][3].

## Награды
Легионер ордена Почётного легиона (14 июня 1804 года)
 Офицер ордена Почётного легиона (23 июля 1809 года)